# سیارک ۲۵۵۲۰
سیارک ۲۵۵۲۰ (به انگلیسی: 25520 Deronchang، نامگذاری:1999XV102) بیست و پنج هزار و پانصد و بیستمین سیارک کشف شده‌است که در ۷ دسامبر ۱۹۹۹ کشف شد.
قدر مطلق سیارک برابر ۱۶.۲ است.